# Жуйриктаева, Мария Беспаевна
Мария Беспаевна Жуйриктаева (каз. Мәрия Беспайқызы Жүйріктаева; 16 сентября 1940, Жамбылский район, Алма-Атинская область, Казахская ССР, СССР — 16 марта 2018, Алма-Атинская область, Казахстан) — казахстанская общественная и государственная деятельница, депутат Мажилиса Парламента Республики Казахстан І, IІ созывов.

## Биография
Родилась 16 сентября 1940 года в Жамбылском районе Алматинской области.
Окончила Казахский государственный женский педагогический институт и Казахский государственный университет им. С. М. Кирова.
Трудовую деятельность начала учителем, организатором внеклассной работы в Каскеленской средней школе.
С 1962 по 1976 годы — учитель, организатор внеклассной работы, директор средней школы.
С 1976 по 1980 годы — директор Каскеленского педагогического училища.
С 1980 по 1981 годы — заведующий отделом образования Жамбылского района.
С 1981 по 1983 годы — начальник отдела Государственного комитета Казахской ССР по профессионально-техническому образованию.
С 1983 по 1987 годы — секретарь Каскеленского райкома партии.
С 1987 по 1989 годы — начальник Алматинского областного управления культуры.
С 1989 по 1991 годы — директор Каскеленского педагогического училища.
С 1991 по 1995 годы — заместитель председателя Каскеленского райисполкома, заместитель главы районной администрации.
С 1995 по 2004 годы — депутат Мажилиса Парламента Республики Казахстан І, ІІ созывов, член комитета по международным делам, обороне и безопасности.

## Награды и звания
- Нагрудный знак «Отличник народного просвещения Казахской ССР»
- Нагрудный знак Министерства образования и науки Республики Казахстан «Отличник просвещения Республики Казахстана»
- Указом Президента Республики Казахстан награждена орденом «Курмет» и медалью «Астана» за заслуги перед государством.
- Награждена правительственными и юбилейными медалями Республики Казахстан и др.
- Почётный гражданин Алматинской области.
- Юбилейная медаль «МПА СНГ. 20 лет» (11 апреля 2013 года, Межпарламентская ассамблея СНГ) — за вклад в развитие и совершенствование правовых основ функционирования Содружества Независимых Государств, модельного и национального законодательства государств — участников МПА СНГ, а также в укрепление международных связей и межпарламентского сотрудничества[1].